# Pentecostal Assemblies of Jesus Christ
Pentecostal Assemblies of Jesus Christ (PAJC) var ett tidigare trossamfund inom den amerikanska oneness-rörelsen, bildat i november 1931 av pastorer som lämnat Apostolic Church of Jesus Christ och Pentecostal Assemblies of the World efter en misslyckad enhetskonferens i Columbus, Ohio tidigare samma år.
1945 gick PAJC ihop med Pentecostal Church, Incorporated och bildade United Pentecostal Church International (UPCI).
I augusti 1946 lämnade dock en rad färgade pastorer UPCI, i protest mot upplevd diskriminering, och rekonstruerade PAJC.
1948 gick detta nybildade PAJC samman med Churches of the Lord Jesus Christ och bildade Assemblies of Jesus Christ (AJC).
PACJ:s tillstånd att verka som trossamfund avregistrerades dock aldrig av AJC och en rad fristående församlingar levde kvar under namnet PAJC. Under 1950- och 60-talen gick många av dessa samman och bildade, tillsammans med Apostolic Faith Church of God i Cleveland, PAJC, Inc.